# Porc senglar barbat de Palawan
El porc senglar barbat de Palawan (Sus ahoenobarbus) és una espècie de porc senglar endèmica de les Filipines, on només se'l pot trobar a les illes de Balabac, Palawan i les illes Calamian. Mesura uns 1-1,6 metres de llarg, aproximadament un metre d'alçada i pesa fins a 150 kg. Fins fa poc es creia que era una subespècie del porc senglar barbat (Sus barbatus), però actualment se'l classifica com a espècie distinta.